# Balcón de Judas
Balcón de Judas es una localidad peruana ubicada en el distrito de Paramonga, perteneciente a la provincia de Barranca del departamento de Lima, en la costa central del Perú. 

## Ubicación
Balcón de Judas se ubica al norte de la provincia de Barranca, en el distrito de Paramonga, en el departamento de Lima.

## Demografía
En 2017 Balcón de Judas tenía una población de 3 habitantes.
| Gráfica de evolución demográfica de Balcón de Judas entre 1993 y 2017 |
|                                                                       |
| Fuentes: Población 1993 y 2017                                        |